# Refugi de la Mussara
El Refugi de la Mussara és un refugi de muntanya construït l'any 1989 i situat a 997 metres d'altitud a prop de les ruïnes del poble de la Mussara, dins del parc natural de les Muntanyes de Prades i el municipi de Vilaplana. És propietat de la Diputació de Tarragona.
El refugi consta de 54 places en lliteres distribuïdes en dues cambres (una de 39 places i l'altra de 15) i una estança doble, amb matalassos sense flassades però en disposen per a la gent que les necessiti. Hi ha lavabos i dutxes d'aigua calenta amb l'energia que obtenen de plaques solars, servei de menjars i begudes, sala-menjador amb calefacció i estufes i una zona habilitada perquè la gent pugui cuinar amb el seu fogonet i netejar els plats. També hi ha l'opció d'acampar al voltant. És obert tot l'any. Cal demanar reserva per dormir i menjar. No disposen de connexió wifi.

## Accessos
S'hi pot accedir en cotxe per la carretera TV-7093 que va fins a les ruïnes de la Mussara. Es troba a 12 km de Vilaplana, 16 de Prades i 24 de Reus.
Si s'hi vol accedir a peu, són uns 30 minuts des del coll de l'Agustenc, una hora i mitja des de Vilaplana passant pel camí de les Tosques, una hora i deu minuts si es passa pel camí de les Campanilles o una hora i vint minuts si es passa per les Torres. Des de la Febró hi ha una hora i mitja passant pels avencs de la Febró i pel Pla de l'Agustenc. Des de Mont-ral hi ha dues hores de camí, dues i mitja des de l'Arbolí, tres hores i quart des de Prades i quatre hores i mitja des de Siurana (Priorat). És un punt de pas del GR 7.

## Activitats
S'hi poden fer diverses rutes a peu, des dels gorgs de la Febró, els avencs de la Febró, la cova de les Gralles, el barranc de les Tosques, la serra del Pou, la ruta dels refugis de cinc dies per les muntanyes de Prades, i moltes més rutes per fer caminat o en Bicicleta tot terreny. A més la zona és ideal per la pràctica de l'escalda esportiva i escalada en bloc. A l'embassament de Siurana també es poden llogar caiacs.